# Угначёв, Фёдор Антонович
Фёдор Антонович Угначёв (21 декабря 1912 [2 января 1913], дер. Слобода, Могилёвская губерния — 18 апреля 1986, Слободзея, Молдавская ССР) — советский военнослужащий. Участник Великой Отечественной войны. Герой Советского Союза (1945). Старшина.

## Биография
Фёдор Антонович Угначёв родился 21 декабря 1912 (3 января 1913) года в деревне Слобода (ныне — в Горецком районе Могилёвской области Республики Беларусь) в крестьянской семье. Белорус. Образование 6 классов сельской школы. С 16 лет работал в колхозе. В 1931 году перешёл работать в Горецкий леспромхоз. В 1935 году призван в ряды Рабоче-крестьянской Красной Армии. Служил в городе Кола на Кольском полуострове. Демобилизовавшись в 1937 году, вернулся в колхоз. Перед войной работал бригадиром полеводческой бригады, затем заведующим фермой.
В августе 1941 года ушёл на фронт. Воевал на Ленинградском, Южном, 4-м и 3-м Украинских фронтах. Дважды был ранен. 1 октября 1944 года старшина Ф. А. Угначёв прибыл в расположение 1052-го стрелкового полка 301-й стрелковой армии 5-й ударной армии 1-го Белорусского фронта и был назначен командиром отделения. В составе дивизии Фёдор Антонович участвовал в Висло-Одерской операции. Особо отличился в боях за Кюстринский плацдарм в районе населённого пункта Ортвиг.
3 февраля 1945 года после гибели командира взвода старшина Ф. А. Угначёв принял командование на себя. Под его командованием взвод отразил семь контратак превосходящих сил противника, уничтожив три танка, бронетранспортёр и до сотни вражеских солдат. За ходом боя следил прибывший на наблюдательный пункт маршал Советского Союза Г. К. Жуков. По его распоряжению все бойцы батальона, в который входил и взвод Угначёва, были представлены к высоким наградам, а особо отличившиеся — к званию Героя Советского Союза. Уже позже старшина Угначёв узнал, что его взвод своими действиями стянул на себя значительные силы немцев, заставив их ослабить оборону на других участках. Благодаря этому остальные части дивизии с минимальными потерями форсировали Одер севернее и существенно расширили плацдарм.
Через три дня после боя старшина Ф. А. Угначёв был представлен к званию Герой Советского Союза. В представлении командир 1052-го стрелкового полка гвардии полковник А. И. Пешков писал: «Умело командуя взводом, старшина Угначёв воодушевлял бойцов личным примером храбрости и отваги… Проявленные старшиной доблесть и геройство обеспечили закрепление плацдарма на левом берегу реки Одер». 6 апреля 1945 года указ о присвоении старшине Ф. А. Угначёву звания Героя Советского Союза был подписан. Войну Фёдор Антонович закончил в Берлине.
Демобилизовавшись в декабре 1945 года, Ф. А. Угначёв вернулся в родные края и работал в лесном хозяйстве. В начале 1950-х годов переехал в Свердловскую область, работал коновозчиком на конном дворе Сотринского леспромхоза. В 1955 году вступил в ряды КПСС.
В 1970-х переехал в посёлок Слободзея Молдавской ССР (ныне — город в Приднестровской Молдавской Республике). Умер 18 апреля 1986 года, похоронен на Центральном кладбище города Слободзея.

## Награды
- Медаль «Золотая Звезда» (6 апреля 1945);
- орден Ленина (6 апреля 1945);
- орден Отечественной войны I степени;
- медали.

## Память
- Имя Героя Советского Союза Ф. А. Угначёва носит улица в деревне Слобода Горецкого района Могилёвской области Белоруссии[1].
- В городе Слободзея в апреле 2015 года на территории Слободзейского политехнического лицея в честь Фёдора Угначёва была установлена мемориальная плита.